# 킬링 타임 (음악 그룹)
킬링 타임은 2010년에 결성된 대한민국의 힙합 그룹이다.

## 음반 목록
- 1집 YOU
- 당신의 기억속에...